# Fabián Espíndola
Fabián Espíndola (Merlo, provincia de San Luis, Argentina; 4 de mayo de 1985) es un futbolista argentino que juega de delantero y actualmente se encuentra libre.

## Trayectoria
Espíndola comenzó su carrera en las inferiores de Boca Juniors, debutando el 3 de abril de 2005 en la derrota por 2 goles a 0 frente a Vélez Sarsfield en la cancha del Estadio José Amalfitani. Jugó seis partidos para el club, pero Boca no pudo ganar ninguno de ellos. Se coronó campeón de la Copa Sudamericana 2005 ante Pumas UNAM, pero no vio minutos de juego en el ataque estelarizado por Martín Palermo y Rodrigo Palacio. En 2006 fue cedido al Club Atlético Talleres (Córdoba). Posteriormente pasó al fútbol ecuatoriano con Aucas y Deportivo Quito, antes de incorporarse al Real Salt Lake de la MLS.
Fue adquirido por el Real Salt Lake junto con los otros argentinos, Matías Mantilla y Javier Morales. Marcó su primer gol contra el Kansas City Wizards, y habitualmente, celebra este objetivo realizando un backflip (una vuelta hacia atrás). 
Tras seis minutos en un partido contra Los Ángeles Galaxy el 6 de septiembre de 2008, Espíndola marcó un gol que luego fue anulado. Sin embargo, antes de que él se percatase de la anulación del gol, comenzó su habitual celebración con un backflip, produciéndole una lesión en el tobillo que le mantuvo fuera del campo unas ocho semanas. 
Real Salt Lake decidió no prorrogar el contrato de Espindola y fue puesto en libertad en enero de 2009, pasando al equipo Deportivo Anzoátegui. Ese mismo año, regresa al Real Salt Lake donde tuvo una destacada participación. En el 2013 ficha por el New York Red Bulls y en el 2014 es fichado por el D.C. United.
El 26 de julio de 2016 se confirma que fichó por el Club Necaxa de la Liga MX.
Tras malas actuaciones con los rayos dónde sólo consiguió anotar 5 goles entre liga y copa es puesto transferible.
En agosto de 2017, recala en las filas del Albacete Balompié de la Segunda División de España.

## Estadísticas

### Clubes
| Boca Juniors Argentina |               |               |     |    |    |    |    |     |     |      |      |
| 1ª | 2004-05       | 6             | 1   | -  | -  | 0  | 0  | 6   | 1   | 0,17 |      |
| 1ª | 2005          | 0             | 0   | -  | -  | 0  | 0  | 0   | 0   | 0,00 |      |
| Total club | Total club    | 6             | 1   | -  | -  | 0  | 0  | 6   | 1   | 0,17 |      |
| C. A. Talleres Argentina |               |               |     |    |    |    |    |     |     |      |      |
| 2ª | 2006          | 13            | 1   | -  | -  | -  | -  | 13  | 1   | 0,08 |      |
| Total club | Total club    | 13            | 1   | -  | -  | -  | -  | 13  | 1   | 0,08 |      |
| S. D. Aucas · Ecuador |               |               |     |    |    |    |    |     |     |      |      |
| 1ª | 2006          | 3             | 0   | -  | -  | -  | -  | 3   | 0   | 0,00 |      |
| Total club | Total club    | 3             | 0   | -  | -  | -  | -  | 3   | 0   | 0,00 |      |
| Deportivo Quito · Ecuador |               |               |     |    |    |    |    |     |     |      |      |
| 1ª | 2007          | 5             | 0   | -  | -  | -  | -  | 5   | 0   | 0,00 |      |
| Total club | Total club    | 5             | 0   | -  | -  | -  | -  | 5   | 0   | 0,00 |      |
| Real Salt Lake Estados Unidos |               |               |     |    |    |    |    |     |     |      |      |
| 1ª | 2007          | 12            | 2   | -  | -  | -  | -  | 12  | 2   | 0,17 |      |
| 1ª | 2008          | 14            | 5   | -  | -  | -  | -  | 14  | 5   | 0,36 |      |
| Total club | Total club    | 26            | 7   | -  | -  | -  | -  | 26  | 7   | 0,27 |      |
| Deportivo Anzoátegui · Venezuela |               |               |     |    |    |    |    |     |     |      |      |
| 1ª | 2009          | 3             | 2   | -  | -  | 2  | 1  | 5   | 3   | 0,60 |      |
| Total club | Total club    | 3             | 2   | -  | -  | 2  | 1  | 5   | 3   | 0,60 |      |
| Real Salt Lake Estados Unidos |               |               |     |    |    |    |    |     |     |      |      |
| 1ª | 2009          | 26            | 3   | -  | -  | -  | -  | 26  | 3   | 0,12 |      |
| 1ª | 2010          | 24            | 7   | 2  | 0  | 3  | 1  | 29  | 8   | 0,28 |      |
| 1ª | 2011          | 30            | 10  | 1  | 0  | 6  | 1  | 37  | 11  | 0,30 |      |
| 1ª | 2012          | 32            | 9   | -  | -  | 4  | 0  | 36  | 9   | 0,25 |      |
| Total club | Total club    | 115           | 29  | 3  | 0  | 13 | 2  | 131 | 31  | 0,24 |      |
| N. Y. Red Bulls Estados Unidos |               |               |     |    |    |    |    |     |     |      |      |
| 1ª | 2013          | 29            | 9   | 2  | 2  | -  | -  | 31  | 11  | 0,35 |      |
| Total club | Total club    | 29            | 9   | 2  | 2  | -  | -  | 31  | 11  | 0,35 |      |
| DC United Estados Unidos |               |               |     |    |    |    |    |     |     |      |      |
| 1ª | 2014          | 29            | 11  | -  | -  | 1  | 2  | 30  | 13  | 0,43 |      |
| 1ª | 2015          | 20            | 5   | -  | -  | 2  | 2  | 22  | 7   | 0,32 |      |
| 1ª | 2016          | 15            | 4   | -  | -  | -  | -  | 15  | 4   | 0,27 |      |
| Total club | Total club    | 64            | 20  | 0  | 0  | 3  | 4  | 67  | 24  | 0,36 |      |
| Necaxa · México |               |               |     |    |    |    |    |     |     |      |      |
| 1ª | 2016/17       | 29            | 4   | 3  | 1  | -  | -  | 32  | 5   | 0.16 |      |
| Total club | Total club    | 29            | 4   | 3  | 1  | -  | -  | 32  | 5   | 0.16 |      |
| Albacete · España |               |               |     |    |    |    |    |     |     |      |      |
| 2.ª | 2017/18       | 12            | 0   | 0  | 0  | -  | -  | 12  | 0   | 0.00 |      |
| Total club | Total club    | 12            | 0   | 0  | 0  | -  | -  | 12  | 0   | 0.00 |      |
| San Martín (T) Argentina |               |               |     |    |    |    |    |     |     |      |      |
| 1ª | 2018/19       | 6             | 0   | 0  | 2  | 0  | -  | 8   | 0   | 0.00 |      |
| Total club | Total club    | 6             | 0   | 0  | 2  | -  | -  | 8   | 0   | 0.00 |      |
| Total carrera | Total carrera | Total carrera | 311 | 73 | 10 | 3  | 20 | 7   | 341 | 83   | 0.24 |
| (1) Incluye datos de la Lamar Hunt U.S. Open Cup y Copa México. (2) Incluye datos de la Copa Sudamericana (2005), Copa Libertadores (2005, 2009) y Concacaf Liga Campeones. (3) Media de goles por encuentro. No incluye goles en partidos amistosos. |               |               |     |    |    |    |    |     |     |      |      |

## Palmarés

### Campeonatos nacionales
| Título                 | Club               | País           | Año  |
| ---------------------- | ------------------ | -------------- | ---- |
| Copa MLS               | Real Salt Lake     | Estados Unidos | 2009 |
| MLS Supporters' Shield | New York Red Bulls | Estados Unidos | 2013 |